# Emil Hegle Svendsen
Emil Hegle Svendsen (Trondheim, 1985. július 12. –) norvég sílövő.
2002 és 2005 között három Junior világbajnokságon vett részt, hét dobogós helyezést szerzett: négyszer lett első, egyszer második és kétszer harmadik.
2005-ben mutatkozott be a világkupában. Két szezonnal később, a 2007/2008-as sorozatban, összetettben bronzérmes lett, ezt a kitűnő eredményt, 2008/2009-ben a fiatal versenyzőnek sikerült megismételnie.
Első világbajnokságán, 2007-ben harmadik lett a norvég váltóval. 2008-ban, Svédországban, huszonhárom évesen, remek teljesítménnyel kétszer állhatott fel a dobogó legfelső fokára egyéniben és az üldözőversenyen, a váltóval pedig a második helyen végzett. 2009-ben egy újabb első helyezéssel gazdagodott éremkollekcióját, a váltóval diadalmaskodott.
Olimpián 2006-ban indult először, legjobb eredménye egy hatodik hely volt a tömegrajtos indítású versenyen. 2010-ben, Vancouverben pedig már érmet is tudott nyerni, a második lett a sprint versenyszámban.

## Eredményei

### Olimpia
| Év   | Világbajnokság | Versenyszám | Versenyszám | Versenyszám   | Versenyszám | Versenyszám | Versenyszám |
| Év   | Világbajnokság | Egyéni      | Sprint      | Üldözőverseny | Tömegrajtos | Váltó       |             |
| ---- | -------------- | ----------- | ----------- | ------------- | ----------- | ----------- | ----------- |
| 2006 | Torino         | ----        | ----        | ----          | 6           | ----        |             |
| 2010 | Vancouver      | 1           | 2           | 8             | 13          | 1           |             |

### Világbajnokság
| Év   | Világbajnokság     | Versenyszám      | Versenyszám | Versenyszám   | Versenyszám | Versenyszám | Versenyszám  |
| Év   | Világbajnokság     | Egyéni           | Sprint      | Üldözőverseny | Tömegrajtos | Váltó       | Vegyes váltó |
| ---- | ------------------ | ---------------- | ----------- | ------------- | ----------- | ----------- | ------------ |
| 2007 | Antholz-Anterselva | ----             | 7           | 5             | ----        | ----        | 3            |
| 2008 | Östersund          | 1                | 12          | 12            | 1           | 2           | ----         |
| 2009 | Phjongcshang       | Nem állt rajthoz | ----        | ----          | 12          | 1           | ----         |
| 2010 | Hanti-Manszijszk   | ----             | ----        | ----          | ----        | ----        | 2            |

### Világkupa
| Helyezés | 22 | 17 | 3 | 3 | 1 |

| 2005/06    | | | Ruhpolding Váltó |
| 2006/07    | Hochfilzen Váltó Ruhpolding Váltó | Ruhpolding Tömegrajtos | Oberhof Váltó Ruhpolding Sprint Pokljuka Sprint Antholz-Anterselva Vegyes váltó (VB)                                            |
| 2007/08    | Hochfilzen Váltó Pokljuka Egyéni Oberhof Váltó Ruhpolding Váltó Östersund Egyéni (VB) Östersund Tömegrajtos (VB) Phjongcshang Sprint Hanti-Manszijszk Üldözőverseny Oslo Holmenkollen Sprint                                              | Östersund Váltó (VB) Hanti-Manszijszk Sprint                                                                                 | Oberhof Tömegrajtos Oberhof Sprint Ruhpolding Üldözőverseny Oslo Holmenkollen Üldözőverseny                                     |
| 2008/09    | Östersund Sprint Hochfilzen Üldözőverseny Hochfilzen Sprint Ruhpolding Váltó Antholz-Anterselva Sprint Phjongcshang Váltó (VB) Hanti-Manszijszk Üldözőverseny                                                                             | Ruhpolding Üldözőverseny | Östersund Egyéni Östersund Üldözőverseny Oberhof Váltó Ruhpolding Sprint Antholz-Anterselva Üldözőverseny Trondheim Tömegrajtos |
| 2009/10    | Östersund Egyéni Hochfilzen Üldözőverseny Oberhof Váltó Ruhpolding Tömegrajtos Ruhpolding Sprint Vancouver Egyéni (O) Vancouver Váltó (O)                                                                                                 | Östersund Sprint Östersund Váltó Ruhpolding Váltó Vancouver Sprint (O) Kontiolahti Sprint Hanti-Manszijszk Vegyes váltó (VB) | Oslo Holmenkollen Tömegrajtos                                                                                                   |
| 2010/11    | Östersund Egyéni Östersund Sprint Hochfilzen Váltó Ruhpolding Egyéni Fort Kent Sprint Fort Kent Üldözőverseny Hanti-Manszijszk Váltó (VB) Hanti-Manszijszk Tömegrajtos (VB) Oslo Holmenkollen Üldözőverseny Oslo Holmenkollen Tömegrajtos | Östersund Üldözőverseny Oberhof Tömegrajtos Hanti-Manszijszk Üldözőverseny (VB)                                              | Antholz-Anterselva Váltó |
| 2011/12    | Hochfilzen Üldözőverseny Hochfilzen Váltó Nové Město na Moravě Sprint Holmenkollen Tömegrajtos Ruhpolding Váltó (VB) Ruhpolding Vegyes váltó (VB) Hanti-Manszijszk Tömegrajtos                                                            | Östersund Üldözőverseny Nové Město na Moravě Egyéni Holmenkollen Üldözőverseny Ruhpolding Sprint (VB)                        | Östersund Sprint Oberhof Tömegrajtos Holmenkollen Sprint Hanti-Manszijszk Üldözőverseny                                         |
| Összesítés | Egyéni: 6 Sprint: 9 Üldözőverseny: 7 Tömegrajtos: 6 Váltó: 13 Vegyes váltó: 1 ------------ Összesen: 42 | Egyéni: 1 Sprint: 5 Üldözőverseny: 5 Tömegrajtos: 2 Váltó: 3 Vegyes váltó: 1 ------------ Összesen: 17                       | Egyéni: 1 Sprint: 6 Üldözőverseny: 5 Tömegrajtos: 4 Váltó: 4 Vegyes váltó: 1 ------------ Összesen: 21                          |

- O - Olimpia és egyben világkupa forduló is.
- VB - Világbajnokság és egyben világkupa forduló is.